# Lago Alaotra
El lago Alaotra (del francés: Lac Alaotra) es el lago más grande de Madagascar, ubicado en la provincia de Toamasina, en la meseta central septentrional, al noroeste de Tamatave. Su cuenca está compuesta por lagos de agua dulce de poca profundidad y pantanos rodeados por densas áreas de vegetación. Forma el centro de la más importante región de cultivo de arroz. Es un hábitat rico en fauna salvaje, algunas especies raras y en peligro, así como un importante territorio para pesca. El lago Alaotra y los humedales que lo rodean abarcan 7.225 km², e incluyen una diversidad de hábitats, incluyendo agua abierta, cañaverales, pantanos y arrozales. El lago en sí tiene una extensión de 900 km². El lago Alaotra fue declarado un sitio Ramsar como humedal de importancia internacional basándose en la convención de Ramsar el 2 de febrero de 2003.
La fértil llanura que rodea el lago Alaotra es la más importante región productora de arroz del país. Las colinas que rodean el lago anteriormente eran boscosas, pero han sido aclaradas para hacer granjas en las décadas pasadas. Una severa erosión en estas laderas vulnerables han causado una considerable sedimentación del lago, que está desapareciendo con rapidez; el lago tiene ahora sólo 60 centímetros de profundidad en la estación seca. La presión para crear más campos de arroz también ha llevado a los locales a quemar los cañaverales que rodean el lago. Estos cañaverales proporcionan el único hábitat del endémico Hapalemur alaotrensis. Este lémur ahora está limitado a sólo 220 km² de los cañaverales restantes y en años recientes la población de lémures rápidamente decayó en un 60%, de aproximadamente 7.500 individuos en 1994 a 3.000 en 2001, principalmente por la pérdida de hábitat, pero también porque los habitantes locales los cazan.